# The Changing of Times
The Changing of Times é o terceiro álbum de estúdio da banda americana de rock Underoath. O álbum foi lançado em 26 de fevereiro de 2002, através da gravadora Solid State Records. É o primeiro álbum a incluir o guitarrista Timothy McTague e o baixista William Nottke, sendo que este último deixou a banda posteriormente, juntamente com o vocalista Dallas Taylor e o guitarrista Octavio Fernandez. O álbum é a estreia mais vendida da Solid State Records.

## Lista de faixas
Todas as músicas foram compostas e interpretadas por Underoath.
| N.º            | Título                            | Duração |  |
| 1.             | "When the Sun Sleeps"             | 5:33    |  |
| 2.             | "Letting Go of Tonight"           | 1:52    |  |
| 3.             | "A Message for Adrienne"          | 4:37    |  |
| 4.             | "Never Meant to Break Your Heart" | 3:55    |  |
| 5.             | "The Changing of Times"           | 4:08    |  |
| 6.             | "Angel Below"                     | 3:23    |  |
| 7.             | "The Best of Me"                  | 3:33    |  |
| 8.             | "Short of Daybreak"               | 2:43    |  |
| 9.             | "Alone in December"               | 5:11    |  |
| 10.            | "814 Stops Today" (instrumental)  | 0:49    |  |
| Duração total: | Duração total:                    | 35:45   |  |

## Créditos
| Críticas profissionais | Críticas profissionais |
| Avaliações da crítica  | Avaliações da crítica  |
| Fonte                  | Avaliação              |
| ---------------------- | ---------------------- |
| AllMusic               | [ 8 ]                  |
| Alternative Press      | [ 1 ]                  |
| Cross Rhythms          | [ 3 ]                  |
| Jesus Freak Hideout    | [ 2 ]                  |

Underoath
- Dallas Taylor – vocal principal
- Octavio Fernandez – guitarra base
- Tim McTague – guitarra solo
- William Nottke – baixo
- Chris Dudley – teclados, sintetizadores, samplers
- Aaron Gillespie – bateria, vocais limpos

Produção
- James Paul Wisner – produtor, mixagem, baixo adicional, arranjos de guitarra e cordas
- Alan Douches – masterização em West Side Studios
- Dean Dydek – engenheiro assistente
- Mark Portnoy – gravação da bateria em Landmark Productions & Recording Studios
- Earl Gillespie – fotografia
- TheHaloFarm – design do álbum